# Jonathan Ott
Jonathan Ott (Hartford, 6 de janeiro de 1949 – Xalapa, 3 de julho de 2025) foi um etnobotânico, escritor, químico e pesquisador na área de enteógenos e suas culturas e histórias. 

## Carreira
Em seu livro "Ayahuasca Analogues", na América do Sul, ele identificou inúmeras plantas por todo o mundo que continhas substâncias correspondentes às contidas na liana conhecida como jagube, as harmalinas que são IMAOs, que em conjunto com outros produtos, são os componentes químicos da Ayahuasca.
Escreveu vários livros, e trabalhou com o falecido etnologista Gordon Wasson. Algumas amostras de seus produtos etnobotânico estão sendo estudados para determinar eventuais benefícios para os indivíduos que sofrem diversas doenças mentais.

## Publicações

### Livros
- A Conscientious Guide to Hallucinogens: A Comprehensive Guide to Hallucinogens, Natural and Synthetic, Found in North American and the World with Joe E Axton and Jeremy Bigwood (1975) Do It Now Foundation, Institute for Chemical Survival
- Hallucinogenic Plants of North America (1976), ISBN 0-914728-16-4
- Teonanacatl: Hallucinogenic Mushrooms of North America (Co-edited by Jeremy Bigwood) (1978), ISBN 0-914842-32-3
- LSD: My Problem Child (1980) McGraw-Hill Book Company ISBN 0-07-029325-2 (translation only)
- The Cacahuatl Eater: Ruminations of an Unabashed Chocolate Addict (Natural Products Company) (1985) ISBN 0-9614234-1-2
- Persephone's Quest: Entheogens and the Origins of Religion with R. Gordon Wasson, Stella Kramrisch, e Carl A. P. Ruck (1986) ISBN 0-300-05266-9
- The Sacred Mushroom Seeker: Essays for R. Gordon Wasson by Robert Gordon Wasson, Thomas J. Riedlinger (1990) contributor
- Pharmacotheon: Entheogenic Drugs, Their Plant Sources and History (1993), ISBN 0-9614234-2-0
- Ayahuasca Analogues: Pangaean Entheogens (1995), ISBN 0-9614234-4-7
- Plant Intoxicants: a Classic Text on the Use of Mind-Altering Plants por Ernst Bibra and Jonathan Ott (1995) Nature
- Age of Entheogens & the Angels' Dictionary (1995), ISBN 0-9614234-6-3
- Pharmacophilia: The Natural Paradise (1997), ISBN 1-888755-00-8
- Shamanic Snuffs or Entheogenic Errhines (2001), ISBN 1-888755-02-4
- Ometochtzin: Las Muertes de Dos Conejos (2001)
- Drugs of the Dreaming: Oneirogens: Salvia Divinorum and Other Dream-Enhancing Plants com Gianluca Toro and Benjamin Thomas (2007) Body, Mind & Spirit
- The Road to Eleusis (2008) By R. Gordon Wasson, Albert Hofmann, Carl A. P. Ruck, Huston Smith (contribuidor)

### Artigos
- Mr. Jonathan Ott's Rejoinder to Dr. Alexander H. Smith by Jonathan Ott and Alexander Hanchett Smith (1978) Botanical Museum of Harvard University
- Ethnopharmacognosy and Human Pharmacology of Salvia divinorum and Salvinorin A (1995)
- Pharmahuasca: On Phenethylamines and Potentiation (1996)
- Pharmahuasca, Anahuasca and Vinho da Jurema: Human Pharmacology of Oral DMT Plus Harmine (1997)
- The Delphic Bee: Bees and Toxic Honeys as Pointers to Psychoactive and Other Medicinal Plants - Economic Botany (1998)
- Applied Psychonautics: Ayahuasca to Pharmahuasca to Anahuasca (2001)
- Pharmanopo-Psychonautics: Human Intranasal, Sublingual, Intrarectal, Pulmonary and Oral Pharmacology of Bufotenine Arquivado em 2016-03-03 no Wayback Machine (2001)
- Jonathan Ott's victim of arson, signed copies of Albert Hofmann books used to start fire (2010)